# Руй Фалейру
Руй Фалейру (порт. Rui Faleiro; XV век, Ковильян — 1523, Севилья) — португальский космограф XVI века, один из наиболее известных ученых того времени, знаток астрологии, картографии и астрономии. Известен также как теоретик и организатор первого в истории кругосветного плавания Магеллана.
Родился в конце XV века в городе Ковильян. Находясь на службе у португальских королей Жуана II и Мануэла I, занимался методами определения широты и долготы в море. Позже вместе с братом, Франсишку Фалейру, перешел на службу в Испанию, где стал партнером Магеллана в подготовке экспедиции к Молуккским островам — источнику ценных специй.
Фалейру был уверен, что к югу от «Земли Веракрус» (Бразилия) должен находиться проход из Атлантического океана в «Южные моря» (Тихий океан), при помощи которого можно достичь этих островов, которые, по его вычислениям, находятся в испанских владениях согласно Тордесильясскому договору.
Богатый купец фламандского происхождения Кристофер де Аро помог им успешно представить этот проект королевскому совету. Фалейру отвечал за снабжение и подготовку технической части экспедиции, однако участвовать в плавании отказался — по одной версии, он составил себе гороскоп, который предсказал ему насильственную смерть в этой экспедиции, по другой — сошел с ума и поэтому не смог сопровождать Магеллана.